# Zooniverse
Zooniverse je internetový portál pro občanskou, tj. amatérskou vědu (citizen science), vlastněný a spravovaný neziskovým sdružením Citizen Science Alliance. Je domovem největších, nejoblíbenějších a nejúspěšnějších projektů občanské vědy na internetu. Organizace vyrostla z původního projektu Galaxy Zoo a nyní hostí tucty projektů, které dobrovolníkům umožňují zapojit se do vědeckých výzkumů používajících Crowdsourcing. Ředitelství sídlí na Oxfordské univerzitě a Adler Planetarium. Na rozdíl od jiných dřívějších projektů "občanské" vědy pro veřejnost (jako například SETI@home), které používají volný výpočetní výkon počítačů na analýzu dat, projekty na Zooniverse k naplnění cílů výzkumu vyžadují aktivní zapojení dobrovolníků. Projekty zahrnují obory jako astronomie, ekologie, buněčná biologie, humanitní vědy nebo klimatologii.
K datu 14. 2. 2014 měla komunita na Zooniverse 1 milion registrovaných dobrovolníků. Data získaná v různých projektech vedla k publikaci 70 vědeckých prací.

## Citizen Science Alliance
Zooniverse je spravováno Citizen Science Alliance, kterou řídí představenstvo, složené ze zástupců sedmi institucí z Velké Británie a USA. Jsou to Adler Planetarium, Univerzita Johnse Hopkinse, University of Minnesota, National Maritime Museum, University of Nottingham, Oxfordská univerzita a Vizzuality.

## Projekty

### Vesmírné projekty
| Logo | Projekt                 | Typ               | Popis | Datum spuštění | Odkaz |
| ---- | ----------------------- | ----------------- | --- | -------------- | ----- |
|      | Galaxy Zoo              | Rozhodovací strom | Čtvrtá a poslední inkarnace původního projektu Galaxy Zoo, ve kterém dobrovolníci zkoumají obrázky galaxii a pak pomocí řady otázek klasifikují jejich morfologii. Současný vzorek zahrnuje obrázky galaxií s velkým červeným posuvem pořízených Hubble Space Telescope, galaxií s malým posuvem pořízených pomocí Sloan Digital Sky Survey v Novém Mexiku. | 12.07.2007     |       |
|      | Moon Zoo                | Annotation        | Obrázky povrchu měsíce ve vysokém rozlišení z Lunar Reconnaissance Orbiter jsou dobrovolníky používány k detailnímu počítání množství kráterů a k mapování kolísání stáří měsíčních hornin. | 16.02.2009     |       |
|      | Solar Stormwatch        | Annotation        | Projekt využívá data, včetně videa z dvojice kosmických sond STEREO, ke sledování vzniku a vývoje koronální hmoty. | 21.12.2009     |       |
|      | The Milky Way Project   | Annotation        | Odhalování bublin v mezihvězdném prostoru, které indikují oblasti, kde se odehrávaly rané etapy formování hvězd. Projekt využívá infračervených snímků ze Spitzerova kosmického dalekohledu, jakož i submilimetrové údaje z Herschelovy vesmírné observatoře.                                                                                               | 7.12.2010      |       |
|      | Planet Hunters          | Annotation        | Identifikace extrasolárních planet za pomocí světelných křivek hvězd zaznamenaných pomocí sondy Kepler. | 16.12.2010     |       |
|      | Planet Four             | Annotation        | Analýza snímků z povrchu Marsu, pořízených v blízkosti jižní polární čepičky. Třídění zahrnuje značení větru a skvrn způsobené sublimací plynu a gejzíry pod ledem oxidu uhličitého. Snímky pocházejí z kamery HiRISE na palubě Mars Reconnaissance Orbiter.                                                                                                | 8.01.2013      |       |
|      | Radio Galaxy Zoo        | Annotation        | Identifikace radiových obrazů výtrysků plazmatu v galaxiích, které jsou napájeny narůstáním obří černé díry. Úkolem je správně přiřadit jakékoli rádiové komponenty s infračerveným obrazem hostitele černé díry Galaxie. | 17.12.2013     |       |
|      | Disk Detective          | Filtering         | Hledání disků trosek s prachem v mléčné dráze, které naznačují hvězdy v procesu formování planetárních soustav. Snímky pocházejí z dalekohledu NASA WISE, stejně jako DSS2 a 2MASS. | 30.1.2014      |       |
|      | Sunspotter              | Hodnocení         | Zkoumat obrazy slunečních skvrn a řadit páry obrazů podle jejich relativní složitosti. Vědeckým cílem je zkoumat, jak se složitost slunečních skvrn v čase vyvíjí, a jak produkují erupce. Data pro tento projekt pocházejí z Michelsonova Dopplerového zařízení na palubě SOHO.                                                                            | 27.2.2014      |       |
|      | Asteroid Zoo            | Annotation        | Zkoumání časových řad obrazů a hledání pohybujících se předmětů, jež by mohly být neobjevené asteroidy. Data pocházejí z dalekohledů Catalina Sky Survey v Arizoně. Projekt je realizován ve spojení s Planetary Resources, který je zaměřen na vývoj technologií pro lov asteroidů.                                                                        | 24.06.2014     |       |
|      | Galaxy Zoo: Bar Lengths | Annotation        | Identifikace a měření příček spirálních galaxií na 8 000 snímcích z Hubble Space Telescope. | 1.07.2015      |       |
|      | Planet Four: Terrains   | Třídění           | Analýzu snímků z povrchu Marsu, které byly získány v nízkém rozlišení fotoaparátem na palubě Mars Reconnaissance Orbiter, s cílem určit budoucí cíle pro sondy s vyšším rozlišením HiRISE fotoaparátu, které budou zkoumány. | 1.07.2015      |       |

### Příroda a klimatické projekty
| Logo | Projekt                                                | Typ               | Popis | Datum spuštění | Odkaz                                       |
| ---- | ------------------------------------------------------ | ----------------- | --- | -------------- | ------------------------------------------- |
|      | Old Weather                                            | Přepis            | Dobrovolníci za pomocí speciálního rozhraní přepisují do digitální podoby počasí a data o mořském ledu z lodních deníků arktických průzkumných a výzkumných lodí Spojených států, které byly na moři mezi roky 1850 a 1950. Aktuální data jsou třetí fází projektu.                        | 12.10.2010     |                                             |
|      | Cyclone Center                                         | Rozhodovací strom | Klasifikaci tropických cyklón s použitím modifikované verze Dvorakovy techniky. Dobrovolníkům se ukazují snímky z infračervených senzorů na meteorologických družicích a kladou se jim otázky k identifikaci typu a síly bouře.                                                            | 27.08.2012     |                                             |
|      | Bat Detective                                          | Hledání vzorců    | Monitorovat stav populace netopýrů tříděním zvuků, které slouží pro echolokaci a společenské účely. Data jsou původně uložena pomocí ultrazvukových mikrofonů; poté jsou přehrávána pomalejší rychlostí v rozsahu lidského sluchu; údaje jsou také uvedeny vizuálně v podobě spektrogramu. | 1.10.2012      | Archivováno 20. 3. 2016 na Wayback Machine. |
|      | Snapshot Serengeti                                     | Třídění           | Třídění zvířat v Národním parku Serengeti v Tanzanii pomocí obrázků získávaných z 225 fotopastí. Účelem je studovat, jak jsou druhy rozděleny po krajině a jak na sebe vzájemně působí. | 11.12.2012     |                                             |
|      | Notes from Nature                                      | Přepis            | Přepis muzejních záznamů s cílem získat historická data o biologické rozmanitosti. | 22.04.2013     |                                             |
|      | Plankton Portal                                        | Třídění           | Klasifikace planktonu z obrazů shromážděných in situ Ichthyoplankton zobrazovací systém pochopit, jak jsou typy plankton distribuovány v různých hloubkách oceánů. Tyto informace mohou být použity k mapování úrovní oxidu uhličitého v oceánu, kde plankton slouží jako indikátor.       | 27.9.2013      |                                             |
|      | Condor Watch                                           | Annotation        | Prozkoumat časosběrné snímky z národního parku Pinnacles v severní Kalifornii. Dobrovolníci identifikují kodory kalifornské a označují vzdálenost k potravě, například těl uhynulých zvířat.                                                                                               | 15.04.2014     |                                             |
|      | Floating Forests                                       | Annotation        | Dobrovolníci sledují satelitní snímky a hledají velké masy řasy Macrocystis pyrifera v prostředí pobřežních oceánů. | 8.8.2014       |                                             |
|      | Chicago Wildlife Watch                                 | Annotation        | Dobrovolníci pomáhají Lincoln Park Zoo přezkoumat miliony obrázků snímače pohybu identifikovat a studovat divokých zvířat v městském prostředí. | 11.9.2014      |                                             |
|      | Penguin Watch                                          | Annotation        | Na obraz z kamer oblastí v jižního oceánu a arktického poloostrova jsou označeny tučňáci různých druhů. Vědci mají za cíl měřit změny v načasování chov tučňáka, přežití hnízda, míra predace kuřat tučňáka, a určit, kde kolonie přezimují na hnízdišť.                                   | 17.9.2014      |                                             |
|      | Chimp & See                                            | Annotation        | Tím, že pozná jednotlivé šimpanzi z videa a zdůrazní příklady použití nástrojů a jiných vzorců chování pomůže vědcům z Institutu Maxe Plancka pro evoluční antropologii, pochopit šimpanzí kulturu, velikost populace a demografie ve specifických oblastech Afriky ,                      | 22.04.2015     |                                             |
|      | Orchid Observers                                       | Přepis            | Fotografovat divoké orchideje po celé léto roku 2015 a/nebo komentovat obrázky a přepsat údaje ze sbírky orchidejí na Natural History Museum, Londýn. | 23.04.2015     | Archivováno 4. 3. 2016 na Wayback Machine.  |
|      | Wildebeest Watch                                       | Třídění           | Interpretovat pohyb pakoně na fotografiích z foto pastí v Národní park Serengeti pomáhá vědcům lépe zmapovat jejich migrační pohyby a porozumět kolektivní inteligence stád. | 1.7.2015       |                                             |
|      | Whales as Individuals                                  | Annotation        | Podrobně značkovat na fotografiích velrybích parazitů k identifikaci jednotlivých zvířat a pomoci počítače učit, aby učinily totéž. | 1.07.2015      |                                             |
|      | Wildcam Gorongosa                                      | Annotation        | Identifikace zvířecích stezek na fotografiích pořízených fotoaparátem v Národní park Gorongosa v Mosambiku. | 1.09.2015      |                                             |
|      | Fossil Finder                                          | Annotation        | Dokumentovat obrázky povrchu z fosilních ložisek krajiny v Turkana Basin v severní Keni k identifikaci potenciálních lokalit fosílií a kamenných nástrojů pro další průzkum. | listopad 2015  |                                             |
|      | Jungle Rhythms                                         | Přepis            | Přepsat ručně kreslené pozorování, provedených mezi lety 1937 a 1958 událostí životního cyklu pro více než 2000 stromů v tropických lesích Demokratické republice Kongo. | únor 2016      |                                             |
|      | Western Shield - Camera Watch                          | Annotation        | Prozkoumat fotky z fotopastí ze západní Austrálie, aby pomohl Západní Shield projekt zvládnout dopad divokých lišek a koček na původní přírodu jednotlivých regionů. | 7.04.2016      |                                             |
|      | Snapshot Wisconsin (původně, Wisconsin Wildlife Watch) | Annotation        | Prozkoumat fotky z fotopastí z Wisconsinu k identifikaci zvířat což pomůže vědcům lépe porozumět trendům v distribuci populací volně žijících živočichů ve státě. | 8.01.2016      |                                             |

### Humanitní projekty
| Logo | Projekt              | Typ        | Popis | Datum spuštění | Odkaz |
| ---- | -------------------- | ---------- | --- | -------------- | ----- |
|      | Ancient Lives        | Přepis     | Přepisování textů Starořečtina z Oxyrhynchus papyrů. Papyrusů patří k Egypt Exploration Society a jejich texty budou nakonec zveřejněny a očíslovány Society sérii řecko-římské Memoáry.                                                                    | 26.7.2011      |       |
|      | Operation War Diary  | Přepis     | Přepsat Britské válečné deníky z první světové války, aby pomohly historikům sledovat přesuny, přidání do katalogu metadat, a ponořit se do individuálních zkušeností vojáků.                                                                               | 14.1.2014      |       |
|      | Science Gossip       | Annotation | Klasifikovat ilustrace ze stránek starých digitalizovaných vědeckých časopisů a periodik z Biodiversity Heritage Library. | 2015           |       |
|      | Emigrant City        | Přepis     | Průzkum historie New York City přepisem hypotečních dluhopisů a účetních knih Emigrant Savings Bank z období mezi 1851 a 1921, které jsou v držení New York Public Library.                                                                                 | 1.12.2015      |       |
|      | Measuring the ANZACs | Přepis     | Přepsat dokumenty pomoci vytvořit rozsáhlou databázi Nového Zélandu válečné historie, který obsahuje jména, pracovní místa, rodiště a ochrana zdraví při zařazením australských a novozélandských vojáků v armádě Nového Zélandu během první světové války. | 14.08.2015     |       |

### Biologické a fysikální projekty
| Logo | Projekt        | Typ        | Popis | Datum spuštění | Odkaz |
| ---- | -------------- | ---------- | --- | -------------- | ----- |
|      | Cell Slider    | Annotation | Použití snímků z Cancer Research UK Dobrovolníci pomáhají zařadit archivovaných vzorků rakoviny. | 24.10.2012     |       |
|      | Worm Watch Lab | Annotation | Podívejte se na videa hlístic a sbírejte genetická data, která budou pomáhat lékařského výzkumu. Klasifikovaná data mohou sloužit k výzkumu funkcí mozku a genů. Studovanou hlísticí je Háďátko obecné. | 3.7.2013       |       |
|      | Higgs Hunters  | Annotation | Odhalit základní stavební kameny vesmíru. Pomoc hledání neznámých exotických částic v datech z Large Hadron Collider.                                                                                   | 26.11.2014     |       |

## Vysloužilé projekty
| Logo | Projekt                      | Typ            | Popis | Datum spuštění | Datum ukončení |
| ---- | ---------------------------- | -------------- | --- | -------------- | -------------- |
|      | Galaxy Zoo Mergers           | Hledání vzorců | Srovnání obrázků galaxií objevených původním Zoo Galaxy a pomocí nich simulace pro studium dynamiky interagující galaxie. | 23.11.2009     | 25.6.2012      |
|      | Galaxy Zoo Supernovae        | Annotation     | Použity údaje od Palomar Transient Factory průzkumu k hledání supernovy pro rychlé studium Následná dalekohledy po celém světě. | 13.8.2009      | 3.8.2012       |
|      | Ice Hunters                  | Annotation     | Identifikace objektů Kuiperova pásu (KBO) jako potenciální budoucí cíle pro sondy New Horizons . Také hledání proměnných hvězd a asteroidů. To dělalo využití lidského přezkoumání odečte snímků z různých dalekohledů.                                                                             | 21.6.2011      | 2012           |
|      | Old Weather Phases One & Two | Přepis         | Mezi říjnem 2010 a červencem 2012, někteří 16 400 dobrovolníků přepsal údaje o počasí z 1 090 745 stránek z lodního deníku 1. světové války éry lodí Royal Navy. Projekt je generován 1,6 milionu pozorování počasí, které budou použity ke zlepšení modelování klima.                              | 12.10.2010     | 23.7.2012      |
|      | Andromeda Project            | Annotation     | Použité snímky z Hubbleův teleskop k identifikaci hvězdokup v Andromedě, jakož i na pozadí vzdálených galaxií ukrytý v poli hvězd. | 5.12.2012      | 30.10.2013     |
|      | Space Warps                  | Annotation     | Hledal gravitačních čoček vytvořených masivními galaxiemi ve vzdáleném vesmíru. | 8.5.2013       | 2014           |
|      | Star Date: M83               | Annotation     | Popsal tvary a barvy hvězdokup v galaxii Jižní větrník (M83) pomocí snímků z Hubblova kosmického dalekohledu. | 13.1.2014      | 2014           |
|      | Whale FM                     | Hledání vzorců | Kategorizace zvuků kosatek a pozorování putování jednotlivých zvířat kolem oceánů. Dobrovolníci slyšel zvukový klip velryb zvuky a zobrazit data jako spektrogramu . Projekt byl spuštěn ve spojení s Scientific American.                                                                          | 29.11.2011     |                |
|      | Seafloor Explorer            | Třídění        | Identifikované druhy a půdopokryvná v představách o mořském dně vytvořit knihovnu seafloor stanovišť. Snímky byly z robotické kamery, která mapované mořské dno u pobřeží severovýchodní Spojené státy americké ,                                                                                   | 13.9.2012      |                |
|      | SETILive                     | Annotation     | SETILive byl projekt, který se pokusil použít lidi k identifikaci potenciálních signálů z inteligentního mimozemského života, který může chybět počítačové algoritmy. Údaje pocházejí z rádiových pozorování hvězd v oblasti pozorovatelné sondou Kepler provedených pomocí Allen Telescope Array . | 29.2.2012      | 12.10.2014     |